# ولاية تيرس زمور
ولاية تيرس زمور تقع في أقصى الشمال الموريتاني، عاصمتها الزويرات يحدها من الشمال والغرب المغرب ومن الشمال الجزائر ومن الشرق مالي، وتمتاز هذه الولاية بثرواتها المعدنية الهائلة التي من أهمها الحديد وتتميز هذه الولاية بطبيعتها الصحراوية ومناظرها الخلابة التي طالما تغنى عليها الشعراء الموريتانيون قديما وحديثا. تربطها بمدينة نواذيبو السكة الحديدية الوحيدة في موريتانيا، يبلغ طولها 650 كم.

## التقسيم الإداري
تضم أربع المقاطعات التالية:
- مقاطعة الزويرات وتضم البلديات:

| - الزويرات |
- مقاطعة افديرك وتضم البلديات:

| - افديرك |
- مقاطعة بير أم اكرين وتضم البلديات:

| - بير أم اكرين - عين بنتيلي |

## النشاط الاقتصادي

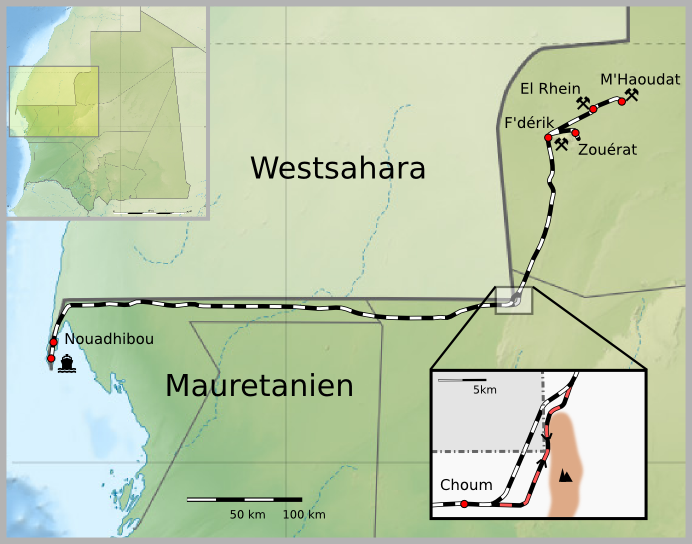
خريطة السك الحديدة

تعد تيرس زمور ثاني أكثر الولايات مساهمة في الناتج المحلي الموريتاني بعد داخلة انواذيبو بحوالي مليار دولار ، أهم الأنشطة الاقتصادية هو استخراج الحديد من طرف الشركة الوطنية للصناعة والمعادن حوالي 12 مليون طن سنويا سترتفع إلى 18 مليون طن سنويا ابتداء من سنة 2014 تحتل تربية المواشي المركز الثاني من حيث الأهمية الاقتصادية

### آفاق واعدة
تجري حاليا عمليات تنقيب عن معادن ثمينة في الولاية من عدة شركات دولية أغلبها من أستراليا وكندا وتم اكتشاف أربع مناجم لليورانيوم في منطقتي بير النار بير أم كرين ومنجم الماس في لمغيطي

### منجم بير النار أكبر اكتشافلليورانيومفي السنوات الأخيرة'
يعد اكتشاف منجم بير النار من طرف شركة اورا انيرجي الأسترالية الأقوى على الإطلاق نظراً للاحتياطات الضخمة وسهولة الاستخراج ويتم حاليا إعداد خطة لاستغلال المنجم بمليارات الدولارات .